# Kah Walla
Edith Kahbang Walla, coneguda com a Kah Walla, (Ibadan (Nigéria), 28 de febrer de 1965) és una empresària i política camerunense. Des d'abril de 2011 és presidenta del Cameroon People's Party. Activista en favor de la participació política ciutadana, especialment de dones i joves, el 2008 va fundar el moviment de societat civil Camerun Ô Bosso. El 2011 va ser l'única dona candidata a les eleccions presidencials i va quedar en el 6è lloc de 23 candidats.
Està al capdavant d'una assessoria en lideratge i direcció i gestió d'empreses denominada Strategies! que va crear el 1995. El 2007 quan militava en el Front Socialdemòcrata de Camerun (SDF), partit polític capdavanter de l'oposició, va ser triada en el consell municipal de l'ajuntament de Douala1er. Va abandonar el SDF el 2010 i va passar a liderar el 2011 el Cameroon People's Party (CPP) amb qui es va presentar a les eleccions presidencials.
Kah Walla va ser reconeguda el 2007 com una de les set dones emprenedores influents d'Àfrica pel Banc mundial. El 2011 va formar part de la llista de 150 dones que fan moure el món elaborada pel setmanal americà Newsweek.

## Biografia

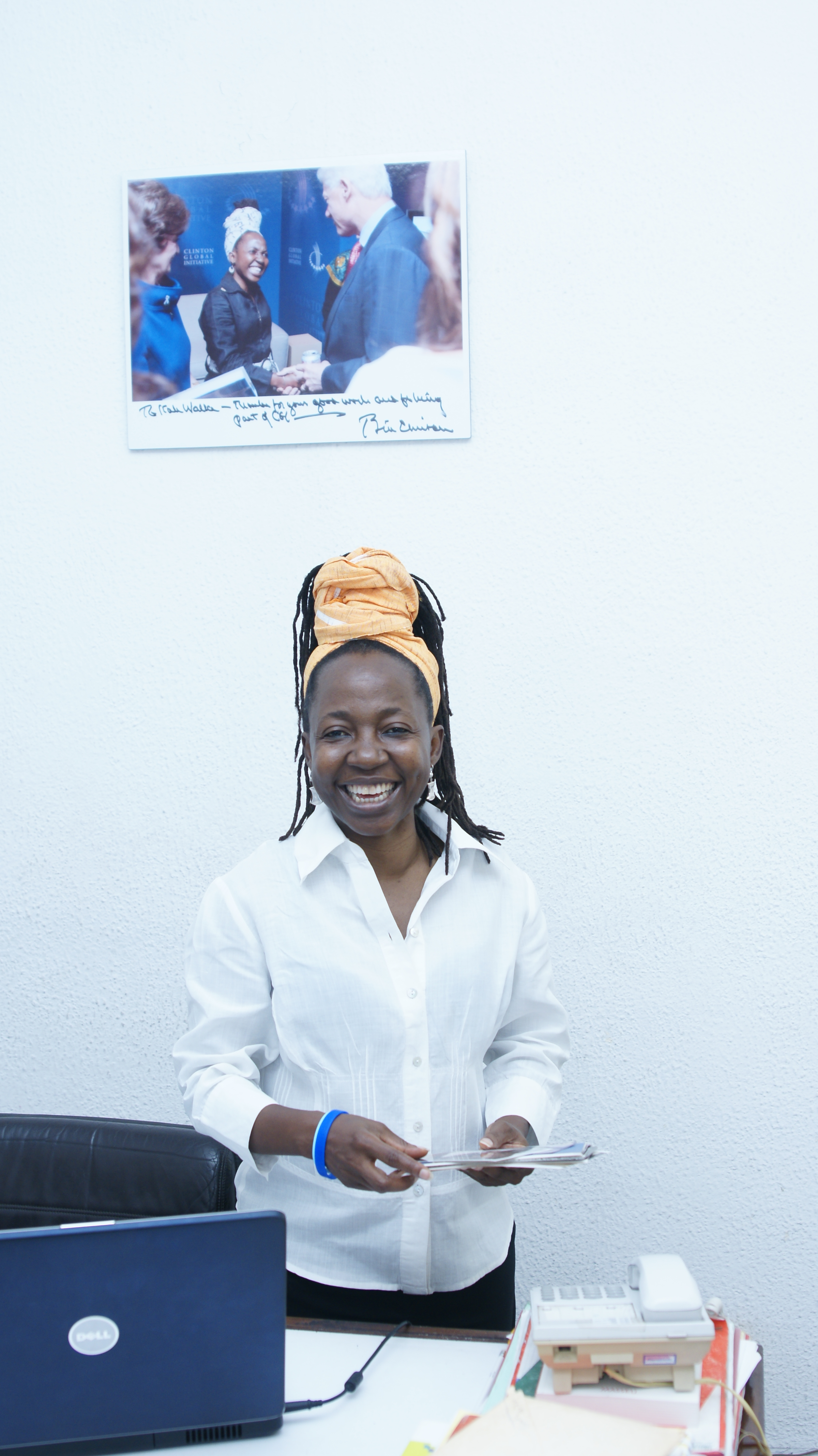
Edith Kah Walla en els seus despatxos

Kah Walla és originària de la regió del Nord-oest de Camerun, concretament de Bali-Nyonga per part de pare i de Pinyin per lpart de mare.
El seu pare John Salomon Walla va ser director de gabinet de John Ngu Foncha i de Salomon Tandeng Muna, després inspector general, director de la marina mercant a Duala i finalment representant de Camerun en la conferència ministerial d'Àfrica de l'oest i d'Àfrica central sobre els assumptes marítims a Abidjan. La seva mare, Grace Ebako Walla tenia formació en salut pública, va dirigir l'ONG Camnafaw (Cameroon Nacional Associació for Family Welfare).
Edith Kahbang Walla va néixer el 28 de febrer de 1965 a Ibadan, Nigéria. La seva mare havia estudiat a Nigèria -tenia dos doctorats en salut pública i educació per a la salut- i va voler donar llum a l'hospital on va estudiar. Va fer l'educació primària sa l'escola nord-americana.a Yaoundé on vivia.
Va continuar els estudis de secundària en el liceu de Bouaké a Costa d'Ivori on la seva família es traslladat per motius de treball del seu pare. Després de la selectivitat va ser admesa a la Universitat Howard a Washington, als Estats Units, on va obtenir una llicenciatura en zoologia el 1986, abans de realitzar un Màster Of Business Administració el 1990 també a l'Howard University.

### Trajectòria professional
Després d'acabar els seus estudis tornà a  Camerun on treballà durant quatre anys per a l'empresa Bikanda Conseil, abans de crear la seva pròpia empresa, Strategies!, l'abril de 1995. En l'actualitat es manté al capdavant d'aquesta empresa especialitzada en lideratge i direcció i gestió d'empreses.

### Trajectòria política
Els seus pares eren activistes africanistes i la seva relació amb l'activisme i la política va començar aviat a la dècada dels anys 90 va debutar en la seva carrera política a Camerun com a observadora i va adquirir experiència amb el pas dels anys i amb el suport d'un dels seus col·legues van redactar l'últim discurs del líder del SDF, Ni John Fru Ndi, que va pronunciar durant la seva campanya el 1992.

#### Front Socialdemòcrata
El 2007, es va afiliar al SDF i va ser regidora electa de Duala, en la circumscripció de Duala1er. El 23 d'octubre de 2010 va abandonar el partit després d'una acusació de malversació financera i va ser elegida presidenta del Cameroon People's Party l'abril de 2011 succeint Samuel Fon Tita qui havia creat aquest partit el 1991.

#### Candidatura a les eleccions presidencials de 2011
El 2010, Kah Walla anuncia a la premsa la seva intenció de presentar-se a les eleccions presidencials de 2011. Primer es dona de baixa del SDF i poc després íntegra el CPP i resulta elegida presidenta l'abril 2011. Més endavant, explicarà que el partit pel qual ha militat des de la seva creació ja no compartia les mateixes idees que ella, sobretot pel que implicava la visió per a les eleccions presidencials.
Entre 2010 i 2011, Kah Walla multiplica les seves intervencions en els mitjans de comunicació amb la finalitat de donar a conèixer el seu partit, el CPP, desconegut encara que creat des de 1991. A través del slogan « The people first » (Primer el poble), el partit troba ressò entre els joves, que són el seu objectiu principal.
Per atreure el màxim de joves possibles, Kah Walla anima les inscripcions en les llistes electorals per tot el país. La campanya de sensibilització li va permetre dirigir-se a més de 500.000 camerunesos en molt poc temps.
Kah Walla, competeix en les presidencials amb altres 22 candidats entre ells Paul Biya, es llança activament a la campanya i planteja propostes que impliquen a la joventut i a la gran majoria de la població. Entre revisió del mandat presidencial i limitació dels mandats, sota l'eslògan “Kah Walla 2011 – The Time is Now !”, les seves propostes tenen com a objectiu refermar la seva candidatura.
En les votacions queda en el 6è lloc entre les 23 candidatures, amb el 0,72 % dels sufragis expressats. En les eleccions triomfa el president sortint Paul Biya.

### Eleccions presidencials 2018
El partit que lidera Kah Walla va anunciar que no presentaria candidatura a les eleccions presidencials de l'octubre de 2018 assenyalant que el partit vol centrar-se per preparar una transició democràtica proposada pel moviment Stand Up For Cameroon.

## Activista per la participació de les dones i dels joves en la política
Kah Walla va ser fundadora el 2008 del moviment Camerun Ô Bosso, una organització ciutadana en defensa dels drets civils que dona suport especialment a la incorporació de dones i joves en els processos polítics per a l'avanç de la democràcia.
El 2013 tot i que el 52 % de la població de Camerun són dones aquestes amb prou feines ocupen el 14 % dels escons del parlament i només el 6 % de les alcaldies. Women's Democracy Network WDN i Cameroon O’Bosso (CÔB), amb la participació de Kah Walla van organitzar una trobada per analitzar les possibilitats de treball per tal d'incrementar la presència de dones en les eleccions legislatives municipals.
El 2018 Kah Walla va donar suport a la campanya liderada per Alice Nkom i la seva associació Women Voters and Sons per animar a la població jove i a les dones a inscriure's en les llistes electorals davant les eleccions presidencials d'octubre de 2018.

## Premis i distincions
Ha rebut diversos premis i distincions com a empresària i com a política:
- El 2007 va ser reconeguda pel Banc mundial, en el seu informe Doing Business: Women in Africa, com una de les set dones contractistes que treballen a millorar el medi ambient a Camerun.

- El 2010 va ser citada per les revistes nord-americanes Newsweek i Daily Beast com una de les 150 dones que fan moure el món.[7]
- El 2011 rep el Vital Voices Global Lideratge Award in públic Life.[15]

- El 2014 va rebre el DVF Award (llurat per Diane Von Furstenberg).[16]

- El 2015 va ser reconeguda amb el Vital Voices Vanguard Award 2015.[17]